# 1er septembre
Pour les articles homonymes, voir Premier-Septembre.
1er août 1er octobre
Chronologies thématiques
- Croisades
- Ferroviaires
- Sports
- Disney
- Anarchisme
- Catholicisme

Abréviations / Voir aussi
- (° 1852) = né en 1852
- († 1885) = mort en 1885
- a.s. = calendrier julien
- n.s. = calendrier grégorien
- Calendrier
- Calendrier perpétuel
- Liste de calendriers
- Naissances du jour

Le 1er septembre est le 244e jour de l'année du calendrier grégorien, 245e lorsqu'elle est bissextile (il en reste ensuite 121).
Le 1er septembre est depuis 1989 le jour de la mémoire orthodoxe de la divine Création, et la Journée mondiale de prière pour la sauvegarde de la Création, instituée par le pape François en 2015.
C'était généralement le 15 fructidor du calendrier républicain français, officiellement dénommé  jour de la truite.

## Événements

### IVesiècleav. J.-C.
- -338 : victoire de Philippe II de Macédoine lors de la bataille de Chéronée.

### XIesiècle
- 1054 : bataille d'Atapuerca, voyant s'affronter les frères Ferdinand Ier de León et García IV de Navarre, quant aux territoires castillans.
- 1092 : Jean II Comnène devient coempereur byzantin.

### XIIIesiècle
- 1273 : Rodolphe de Habsbourg est élu empereur.

### XVIIIesiècle
- 1715 : mort de Louis XIV, roi de France au plus long règne, durant son Grand siècle éponyme.
- 1775 : Powder Alarm, dans le Massachusetts, au début de la guerre d'indépendance des États-Unis.

### XIXesiècle
- 1862 : bataille de Chantilly, pendant la guerre de Sécession.
- 1864 : conférence de Charlottetown, traitant de la Confédération canadienne aboutissant à l'union des colonies en une seule nation.
- 1870 : bataille de Sedan (guerre franco-allemande de 1870), victoire prussienne sur les troupes impériales françaises.

### XXesiècle

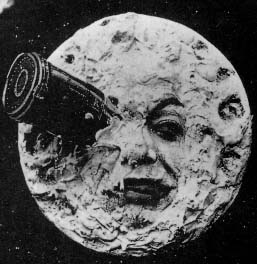
Image extraite du court-métrage "Le Voyage dans la Lune" de Georges Méliès

- 1902 : sortie en France du premier film de science-fiction Le Voyage dans la Lune de Georges Méliès.
- 1905 : la Saskatchewan et l’Alberta deviennent les huitième et neuvième provinces canadiennes.
- 1909 : naissance de Missak Manouchian.
- 1920 : naissance du Grand Liban.
- 1928 : Zog Ier devient roi d'Albanie.
- 1939 :
  - invasion de la Pologne par les troupes allemandes nazies.
  - Adolf Hitler ordonne l'Aktion T4, visant à l'extermination des handicapés.
- 1946 : Georges II de Grèce est rétabli sur le trône.
- 1951 :
  - signature de l'ANZUS, traité d'alliance militaire entre l'Australie, la Nouvelle-Zélande, et les États-Unis
  - résolution no 95, du Conseil de sécurité des Nations unies, relative à la question de la Palestine.
- 1969 : abolition de la monarchie libyenne ; Mouammar Kadhafi devient président du Conseil de commandement de la révolution de la République arabe libyenne.

### XXIesiècle
- 2013 : Aminata Touré est nommée Première ministre du Sénégal.
- 2018 : en Mauritanie, 1er tour des élections législatives, municipales et régionales.
- 2022 : en Argentine, une tentative d'assassinat contre Cristina Fernández de Kirchner a lieu dans le quartier de Recoleta, à Buenos Aires[1],[2],[3].
- 2023 : 
  - À Singapour, Tharman Shanmugaratnam est élu président de la république[4].
  - Embuscade d'al-Sarraf, lors de la guerre civile syrienne.
- 2024 :
  - en Azerbaïdjan ont lieu des élections législatives ont lieu de manière anticipées. Et sans surprise le Parti du nouvel Azerbaïdjan de l’actuel président, Ilham Aliyev remporte 68 sièges sur 125[5].
  - massacre de Mafa, pendant l'insurrection de Boko Haram.

## Arts, culture et religion
- 1181 : élection du pape Lucius III (de son vrai nom Ubaldo Allucingoli).
- 1831 : Grégoire XVI fonde l'ordre de Saint-Grégoire-le-Grand.
- 1867 : publication de l'édition de référence de la Vie de Jésus, du Breton Renan, best-seller européen d'exégèse biblique, qui fait scandale notamment en France.
- 1902 : sortie de Le Voyage dans la Lune, de Georges Méliès, premier film de fiction avec trucages.
- 1924 : parution de la Correspondance avec Jacques Rivière, par Antonin Artaud, dans la N.R.F. À sa demande, le nom d’Artaud est remplacé par trois astérisques.
- 1951 : Jean Vilar devient directeur du Théâtre national populaire (T.N.P.).
- 1989 : première journée de prière pour la sauvegarde de la Création chez les orthodoxes.
- 1992 : le premier extrait « Be my baby » d'un album « made in New York USA » entièrement chanté en anglais de Vanessa Paradis et coproduit avec son amant Lenny Kravitz sort[6].
- 1997 : Première émission de TF! Jeunesse sur TF1.
- 2007 : lors du troisième rassemblement œcuménique de Sibiu, en Roumanie, décision de faire commencer le Temps de la Création le 1er septembre.
- 2015 : première journée mondiale de prière pour la sauvegarde de la Création, décidée par le pape François le 6 août de la même année.

## Sciences et techniques
- 1804 : Karl Ludwig Harding découvre l'astéroïde (3) Junon.
- 1859 : Richard Christopher Carrington observe des taches solaires anormalement grandes, pendant une tempête solaire.
- 1985 : l'épave du Titanic est découverte, à quelques kilomètres du lieu de son naufrage en 1912, par 3 821 mètres de profondeur, par Robert Duane Ballard et son équipe. La découverte permet de répondre à une partie des questions concernant la catastrophe.
- 2016 : une éclipse solaire est visible depuis le continent africain.

## Économie et société
- 1923 : séisme à Kantō (Japon), de 7,9 sur l'échelle de Richter, faisant 105 385 morts et 37 000 disparus.
- 1983 : la chasse soviétique abat un avion de ligne sud-coréen (vol 007 Korean Air, plus connu sous l'abréviation KAL 007) : 269 morts.
- 1990 : les quatre athlètes français relayeurs Marie-Rose, Morinière, Sangouma et Trouabal deviennent les relayeurs les plus rapides du monde par équipe, aux championnats d’Europe d’athlétisme à Sprit où ils battent le record du 4x100 mètres en 37 secondes 79 centièmes[7].
- 2004 : prise d'otages de Beslan, en Ossétie du Nord. Des terroristes séparatistes tchétchènes armés prennent en otage environ un millier d'écoliers et d'adultes. Après un siège de trois jours, l'événement s'achève avec un bilan de 334 civils tués.
- 2019 : dans les Caraïbes, l'ouragan Dorian traverse les Bahamas et cause d'importants dégâts.

## Naissances

### XIIIesiècle
- 1288 : Élizabeth Ryksa, reine de Bohême et de Pologne († 19 octobre 1335).

### XVIesiècle
- 1524 : Pierre de Ronsard (mort un 27 décembre).

### XVIIesiècle
- 1612 : Nicolas Chorier, avocat, historien et écrivain français († 14 août 1692).
- 1653 : Johann Pachelbel, musicien allemand († 3 mars 1706).

### XVIIIesiècle
- 1797 : Augustin-Pierre Dubrunfaut, chimiste français († 7 octobre 1881).
- 1798 : Jean-Augustin Franquelin, peintre français († 4 janvier 1839).
- 1800 : Giuseppe Gabriel Balsamo-Crivelli, naturaliste italien († 15 novembre 1874).

### XIXesiècle
- 1818 :
  - José María Castro Madriz, homme politique costaricain, président du Costa Rica de 1847 à 1849 et de 1866 à 1868 († 4 avril 1892).
  - Johan Thomas Lundbye, peintre danois († 25 avril 1848).
- 1818 :  José María Castro Madriz, homme politique costaricain, président du Costa Rica de 1847 à 1849 et de 1866 à 1868 († 4 avril 1892).
- 1834 : Amilcare Ponchielli, compositeur italien († 16 janvier 1886).
- 1837 : Tony Robert-Fleury, peintre français († 8 décembre 1911).
- 1848 : Auguste-Henri Forel, entomologiste suisse († 27 juillet 1931).
- 1854 : Engelbert Humperdinck, compositeur allemand († 27 septembre 1921).
- 1856 : Louis-Ernest Dubois, prélat français († 23 septembre 1929).
- 1862 : Adolphe Appia, décorateur et metteur en scène suisse († 29 février 1928).
- 1864 : Roger Casement, poète, nationaliste et révolutionnaire irlandais († 3 août 1916).
- 1865 : Georges Charpy, chimiste français († 25 novembre 1945).
- 1866 : James John Corbett, boxeur américain († 18 février 1933).
- 1868 : Henri Bourassa, journaliste, éditeur et homme politique québécois, fondateur du quotidien Le Devoir († 31 août 1952).
- 1872 : Pierre-Ernest Dalbouze, ingénieur, industriel et homme d'affaires († 27 novembre 1936)
- 1875 : Edgar Rice Burroughs, romancier américain († 19 mars 1950).
- 1877 : Francis William Aston, chimiste anglais, prix Nobel de chimie 1922 († 20 novembre 1945).
- 1879 : Lucio D'Ambra, scénariste réalisateur et producteur de cinéma italien († 31 décembre 1939).
- 1883 :
  - Daniel Kelly (Daniel Joseph « Dan » Kelly dit), athlète américain spécialiste du saut en longueur († 9 avril 1920).
  - Didier Pitre, hockeyeur professionnel québécois († 29 juillet 1934).
- 1884 : Bienvenida (Manuel Mejías y Rapela dit), matador espagnol († 14 octobre 1964).
- 1887 : Blaise Cendrars, romancier et poète helvético-français († 21 janvier 1961).
- 1892 : Adolf Van der Voort Van Zijp, cavalier néerlandais, trois fois champion olympique († 8 mars 1978).
- 1896 : André Hunebelle, réalisateur français de cinéma († 27 novembre 1985).
- 1898 : Richard Arlen, acteur américain († 28 mars 1976).
- 1899 : Andreï Platonov (Andreï Klimentov / Андрей Платонович Климентов dit), écrivain russe († 5 janvier 1951).

### XXesiècle
- 1901 :
  - Bolesław Filipiak, prélat polonais († 14 octobre 1978).
  - Ho Feng Shan, diplomate chinois, Juste parmi les nations († 28 septembre 1997).
- 1905 : Chau Sen Cocsal (ចៅ សែនកុសល), homme politique cambodgien, Premier ministre cambodgien en 1962 († 22 janvier 2009).
- 1906 :
  - Joaquín Balaguer Ricardo, avocat et homme politique dominicain, président de la République dominicaine de 1960 à 1962, de 1966 à 1978 et 1986 à 1996 († 14 juillet 2002).
  - Jean Desprez, rédactrice québécoise de feuilletions radiophoniques et de téléromans († 27 janvier 1965).
- 1907 : Walter Reuther, syndicaliste américain († 9 mai 1970).
- 1908 : Francesco Iacurto, peintre québécois († 7 juillet 2001).
- 1910 : Victoriano de La Serna (Victoriano de la Serna y Gil dit), matador espagnol († 22 mai 1981).
- 1911 : Jean-Georges Lossier, écrivain et sociologue († 3 mai 2004).
- 1916 : Michael Straight, homme de presse américain († 4 janvier 2004).
- 1920 : Richard Farnsworth, acteur américain († 6 octobre 2000).
- 1922 :
  - Yvonne De Carlo, actrice américaine († 8 janvier 2007).
  - Vittorio Gassman, acteur italien († 29 juin 2000).
- 1923 :
  - Rocky Marciano (Rocco Francis Marchegiano dit), boxeur américain († 31 août 1969).
  - Kenneth Thomson, magnat de la presse canadien († 12 juin 2006).
- 1928 :
  - Clifford Lincoln, homme politique canadien.
  - George Maharis, acteur américain.
- 1929 : Jacques Toja, comédien français et administrateur général de la Comédie Française de 1979 à 1983.
- 1930 :
  - Ora Namir, femme politique et diplomate israélienne († 7 juillet 2019).
  - Michel Serres, philosophe et académicien français († 1er juin 2019).
- 1931 : Boxcar Willie (Lecil Travis Martin dit), chanteur américain de musique country et bluegrass († 12 avril 1999).
- 1933 : 
  - Christian Bachelin, poète et écrivain français († 29 août 2014).
  - Conway Twitty (Harold Lloyd Jenkins dit), chanteur américain († 5 juin 1993).
- 1935 :
  - Richard Fork, physicien américain († 16 mai 2018).
  - Seiji Ozawa (小澤征爾), chef d’orchestre japonais.(† 6 février 2024).
- 1937 :
  - Carmelo Bene, comédien italien († 16 mars 2002).
  - Allen Lee « Al » Geiberger, Sr. (en), golfeur professionnel américain.
  - Ron O'Neal, acteur et réalisateur américain († 14 janvier 2004).
- 1938 : Per Kirkeby, peintre, sculpteur, réalisateur de films et écrivain danois († 9 mai 2018).
- 1939 : Lily Tomlin (Mary Jean Tomlin dite), actrice, scénariste et productrice américaine.
- 1940 :
  - Franco Bitossi, coureur cycliste italien.
  - Stanislav Stepashkin, boxeur soviétique, champion olympique († 4 septembre 2013).
  - Annie Ernaux, écrivaine française et prix Nobel de littérature en 2022.
- 1941 :
  - Don Stroud, acteur américain.
  - Julia Varady, artiste lyrique allemande.
- 1944 : Archie Bell, chanteur américain du groupe Archie Bell and the Drells.
- 1946 : Barry Gibb, auteur-compositeur-interprète britannique du trio des frères Bee Gees (l'aîné et dernier en vie).
- 1947 : Purno Agitok Sangma (पी॰ ए॰ संगमा), homme politique indien († 4 mars 2016).
- 1948 : Greg Errico (en), musicien et réalisateur artistique américain du groupe Sly and the Family Stone.
- 1949 : Ronald C. Arkin, roboticien américain
- 1951 : Yoel Acosta Chirinos, militaire et homme politique vénézuélien.
- 1955 : Michèle Pétin (ou Michèle Halberstadt), journaliste de cinéma et écrivaine française devenue productrice.
- 1957 : Gloria Estefan, chanteuse et auteure-compositrice américano-cubaine.
- 1960 :
  - Alan Haworth, hockeyeur professionnel québécois.
  - Joseph Williams, chanteur américain du groupe Toto.
- 1961 :
  - Tonino Benacquista, auteur français de romans policiers.
  - Christopher Ferguson, astronaute américain.
  - Marina Logvinenko, tireuse sportive russe, double championne olympique.
- 1964 : Brian Bellows, hockeyeur canadien.
- 1965 :
  - Craig McLachlan, acteur et chanteur australien.
  - Nils Tavernier, acteur et réalisateur français.
- 1966 :
  - Cris Campion (Thierry Campion dit), acteur français.
  - Tim Hardaway, basketteur américain.
- 1967 :
  - Bibian Norai, actrice pornographique espagnole.
  - Gari Grèu (Laurent Garibaldi dit), chanteur français.
  - David Whissell, homme politique québécois.
  - Irina Shilova, tireuse sportive biélorusse, championne olympique.
- 1968 : Thibault de Montbrial, avocat français.
- 1970 : Mitsou, actrice, chanteuse et animatrice de radio québécoise.
- 1971 :
  - Virgile Bayle, acteur français.
  - Ricardo Antonio Chavira, acteur américain.
  - Lââm (Lamia Naoui dite), chanteuse française.
  - Hakan Şükür, footballeur turc.
- 1973 : J.D. Fortune (en) (Jason Bennison dit), chanteur et compositeur canadien du groupe INXS.
- 1974 : Filip Nikolic, chanteur et comédien français († 16 septembre 2009).
- 1975 : Cuttino Mobley, basketteur américain.
- 1976 : 
  - Marilyse Bourke, actrice québécoise.
  - Ivano Brugnetti, athlète italien spécialiste de la marche sportive, champion olympique.
- 1978 : Max Vieri (Massimiliano Vieri dit), footballeur australo-italien.
- 1979 : Nadjib Toubal, footballeur algérien.
- 1980 : 
  - Shogo Akada, joueur professionnel de baseball.
  - Wildanie Cupidon, religieuse catholique haïtienne.
- 1981 : Clinton Portis, américain, joueur de football américain.
- 1982 : Jeffrey Buttle, patineur artistique canadien.
- 1983 :
  - Tiana Lynn, actrice américaine.
  - Iva Perovanović (Ивa Перовановић), basketteuse monténégrine.
  - José Antonio Reyes, footballeur espagnol.
- 1984 :
  - Ludwig Göransson, compositeur et producteur de musique suédois.
  - Joe Trohman, musicien américain, guitariste du groupe Fall Out Boy.
- 1986 :
  - Gaël Monfils, joueur de tennis français.
  - Jean Sarkozy, homme politique français.
- 1987 : Mats Zuccarello, hockeyeur professionnel norvégien.
- 1988 : Dizzy Diddy, artiste et entrepreneur franco-angolais.
- 1989 :
  - Bill Kaulitz, auteur-compositeur-interprète allemand du groupe Tokio Hotel.
  - Tom Kaulitz, musicien allemand du groupe Tokio Hotel.
  - Gustav Nyquist, hockeyeur professionnel suédois.
  - Lea Sirk, chanteuse slovène.
- 1992 :
  - Mehdhi-Selim Khelifi (مهدي سليم خليفي), fondeur algérien.
  - Teaonui Tehau, footballeur franco-tahitien.
- 1993 :
  - Mario Lemina, footballeur franco-gabonais.
  - Ilona Mitrecey, chanteuse française.
- 1994 :
  - Margarita Gasparyan (Маргари́та Ме́ликовна Гаспаря́н), joueuse de tennis russe.
  - Carlos Sainz Jr., pilote automobile espagnol.
- 1995 :
  - Munir El Haddadi, footballeur espagnol.
  - Nathan MacKinnon, hockeyeur professionnel canadien.
- 1996 :
  - Zendaya Coleman, actrice, danseuse, chanteuse et mannequin américaine.
  - Rewan Refaei, taekwondoïste égyptienne.
- 1997 : Jeon Jungkook (전정국), chanteur, danseur, sud-coréen du groupe Bangtan Boys.

## Décès

### VIIesiècleav. J.-C.
- -605 (ou 15 août) : Nabopolossar (ou Nabopolàssar, Nabû-apla-uṣur, Nabu-Apla-Usur, Nabou-Apla-Ousour, Nabou-Apal-Ousour, Nabu-APAL-usur), premier roi de Chaldée de la XIe dynastie de Babylone dite « dynastie babylonienne » ou encore « de période néo-babylonienne », de -626/-625 à cette mort (° vers -658).

### IXesiècle
- 870 (date traditionnellement admise) : Mouhammad al-Boukhârî (محمد البخاري en arabe, dit aussi l'imam B(o)ukhari ou al-Boukhari ; ou Abou ‘Abd-'Allah Mouhammad ibn Isma’îl ibn Ibrahim ibn al-Moughira), imam et érudit musulman sunnite d'origine perse et de famille pouvant être issue de la région de Boukhara en actuel Ouzbékistan (° 20 juillet 810).

### XIesiècle
- 1015 : Gero II, margrave de la Marche de l'Est saxonne (° vers 975).

### XVIesiècle
- 1557 : Jacques Cartier, navigateur et explorateur français (° 1491).

### XVIIesiècle
- 1623 : Marcantonio Gozzadini, prélat italien (° 1574).
- 1662 : Claude Le Petit, avocat et poète français, étranglé puis brûlé à Paris (° 1638 ou 1639).

### XVIIIesiècle
- 1715 : Louis XIV, roi de France de 1643 à 1715 (° 5 septembre 1638).
- 1784 : Jean-François Séguier, botaniste français (° 25 novembre 1703).

### XIXesiècle
- 1856 : William Yarrell, ornithologue et naturaliste britannique (° 3 juin 1784).
- 1886 :
  - Karl Renard, naturaliste allemand (° 22 avril 1809).
  - Betty de Rothschild, salonnière (° 5 juin 1805).

### XXesiècle
- 1903 : Bernard Lazare, critique, journaliste, anarchiste et polémiste français (° 14 juin 1865).
- 1914 : Étienne d'Hotelans, capitaine d'infanterie (° 6 juin 1879).
- 1925 : Allan Riverstone McCulloch, zoologiste australien (° 20 juin 1885).
- 1935 : Louis Lavauden, forestier et zoologiste français (° 19 juin 1881).
- 1936 :
  - Pepita Laguarda Batet, la plus jeune soldate morte au front pendant la guerre d'Espagne (° 1919).
  - Renée Lafont, journaliste française exécutée par les nationalistes espagnols à Cordoue (° 4 novembre 1877).
- 1946 : Gustave Michaut, romaniste, grammairien, latiniste et chercheur en littérature français (° 20 février 1870).
- 1961 : Eero Saarinen, architecte et designer américano-finlandais (° 20 août 1910).
- 1970 : François Mauriac, écrivain et académicien français, prix Nobel de littérature en 1952 (° 11 octobre 1885).
- 1977 : Ethel Waters, chanteuse et actrice américaine (° 31 octobre 1896).
- 1981 :
  - Ann Harding, actrice américaine (° 7 août 1901).
  - Albert Speer, homme politique allemand, ministre des Armements de la production de guerre de 1942 à 1945 (° 19 mars 1905).
- 1982 : Władysław Gomułka, homme politique polonais (° 6 février 1905).
- 1986 : Murray Hamilton, acteur américain (° 24 mars 1923).
- 1989 : Angelo Bartlett « Bart » Giamatti, administrateur universitaire américain, président de la Ligue nationale et 7e commissaire du baseball majeur (° 4 avril 1938).
- 1991 : Otl Aicher, graphiste allemand (° 13 mai 1922).
- 1996 :
  - Vagn Holmboe, compositeur danois (° 20 décembre 1909).
  - Ljuba Welitsch, soprano bulgare (° 10 juillet 1913).
- 1997 :
  - Désiré Aerts (dit « oncle Pierre »), vétérinaire zoologiste et acteur belgo-canadien (° 30 juillet 1924).
  - Zoltán Czibor, footballeur hongrois (° 23 août 1929).
- 1998 :
  - Yves Le Foll, homme politique français (° 7 février 1912).
  - Cary Middlecoff, golfeur professionnel américain (° 6 janvier 1921).
- 2000 : Maurice Trogoff, journaliste français (° 26 juin 1934).

### XXIesiècle
- 2003 :
  - Alexandr Skocen, footballeur canado-polonais (° 28 juillet 1918).
  - Jack Smight, réalisateur américain (° 9 mars 1925).
- 2004 : Louis Favoreu, juriste et universitaire français (° 5 septembre 1936).
- 2005 : Robert Lee Burnside, chanteur, guitariste et compositeur de blues américain (° 23 novembre 1926).
- 2006 :
  - György Faludy, poète et penseur hongrois (° 22 novembre 1910).
  - Nathalie Gautier, femme politique française (° 23 septembre 1951).
- 2007 :
  - Witold Leszczyński, réalisateur et scénariste polonais (° 16 août 1933).
  - Viliam Schrojf, footballeur tchécoslovaque puis slovaque (° 2 août 1931).
- 2008 :
  - Thomas Jan Bata (en), homme d’affaires et industriel canadien d’origine austro-hongroise (° 17 septembre 1914).
  - Don LaFontaine, acteur américain (° 26 août 1940).
  - Jerry Reed, musicien et cinéaste américain (° 20 mars 1937).
  - Oded Schramm, mathématicien israélo-américain (° 10 décembre 1961).
- 2009 : Barry Flanagan, sculpteur britannique (° 11 janvier 1941).
- 2011 :
  - Antoni Prevosti i Pelegrín, scientifique espagnol (° 15 février 1919).
  - Kamal Salibi, historien libanais (° 2 mai 1929).
- 2013 : Tommy Morrison, boxeur américain (° 2 janvier 1969).
- 2015 : Dean Jones, acteur et chanteur américain (° 25 janvier 1931).
- 2017 :
  - Shelley Berman, humoriste américain (° 3 février 1925).
  - Jérôme Choquette, homme politique québécois (° 25 janvier 1928).
  - Cormac Murphy-O'Connor, cardinal britannique de l'Église catholique romaine, archevêque émérite de Westminster (° 24 août 1932).
  - Rolland Plaisance, homme politique français (° 31 juillet 1925).
- 2018 :
  - Carl Duering, acteur britannique (° 29 mai 1923).
  - Fernand Foisy, syndicaliste et un écrivain canadien (° 16 juin 1934).
  - Irving Petlin, artiste peintre américain (° 17 décembre 1934).
  - Margit Sandemo, écrivaine norvégienne (° 23 avril 1924).
  - Randy Weston, compositeur et pianiste américain de jazz (° 6 avril 1926).
- 2019 :
  - George Abe, mangaka japonais (° 17 mai 1937).
  - Kenneth Baugh, homme politique jamaïcain (° 24 février 1941).
  - Alison Cheek, religieuse américaine membre de l'Église épiscopalienne des États-Unis (° 11 avril 1927).
  - Katherine MacLean, autrice américaine de science-fiction (° 22 janvier 1925).
- 2021 :
  - Adalberto Álvarez, musicien cubain (° 22 novembre 1948).
  - Jean-Denis Bredin, avocat et académicien français (° 17 mai 1929).
  - Catherine MacPhail, romancière britannique (° 25 janvier 1946).
- 2022 :
  - Guy-Pierre Baumann, cuisinier et restaurateur français (° 25 mars 1940).
  - Jacqueline Chénieux-Gendron, femme de lettres française (° 19 novembre 1939).
  - Jakez Cornou, auteur, historien, éditeur, journaliste, et conférencier français (° 8 mars 1935).
  - Barbara Ehrenreich, écrivaine, chroniqueuse américaine (° 26 août 1941).
  - Ravil Maganov, homme d’affaires soviétique puis russe (° 25 septembre 1954).
- 2023 :
  - Jimmy Buffett, chanteur de musique country américain (° 25 décembre 1934).
  - Raymond Moriyama, architecte canadien (° 11 octobre 1929).
  - Olivier Picard, historien, archéologue et universitaire français (° 4 mars 1940).
  - Bill Richardson, homme politique américain (° 15 novembre 1947).
  - Ludovic Vaty, basketteur français (° 21 novembre 1988).
- 2024 :
  - Denis Browne, évêque émérite catholique néo-zélandais (° 21 septembre 1937).
  - Àngels Martínez Castells, femme politique espagnole (° 9 mai 1948).

## Célébrations
- Pas de journée internationale répertoriée pour cette date.

### Nationales
- Australie : journée nationale de l'acacia ou Wattle Day.
- Japon : journée de prévention des catastrophes naturelles[8] à la date anniversaire du séisme de Kantō de 1923.
- Libye : fête de la « Révolution » de l'ancien régime de 1969 à 2011, c’est-à-dire du coup d'État de Mouammar Kadhafi pendant la Jamahiriya arabe libyenne.
- Ouzbékistan : fête de l'indépendance célébrant son indépendance politique officielle vis-à-vis de l'URSS en 1991 (cf. 31 août).
- Russie : День Знаний / « fête du savoir »[9].
- Slovaquie : fête de la Constitution[10].

### Religieuses
- Christianisme :
  - christianisme orthodoxe : nouvel an du calendrier de l'Église orthodoxe (calendrier byzantin), occasion de prières pour la sauvegarde de la création.
  - Station à la fontaine probatique & début de l'an avec lecture d'Is. 61, 1(-6) ; de Héb. 9, 24 – 10, 7 ; Lc 4, 14(-22) (y noter une allusion au Yom Kippour, à date grégorienne mobile) dans le lectionnaire de Jérusalem.

### Saints des Églises chrétiennes

#### Saints catholiques et orthodoxes
- Ambrosinien, évêque d'Arménie.
- Constance († v. 570), évêque d'Aquin[11],[12].
- Denys le Petit (°C.470, † entre 537 et 555), traducteur.
- Divitien (IIIe siècle), évêque de Soissons.
- Gilles l'Ermite (VIIIe siècle), ermite près de la Camargue.
- Loup de Sens (vers 573 - 623) - ou « saint Loup » ou « saint Leu » -, évêque de Sens.
- Nivard († 675), évêque de Reims
- Prisque (IVe siècle), Martyr.
- Rieul († 546), évêque.
- Sinice et Sixte (IIIe siècle), évêques de Reims.
- Siméon le Stylite (392 - 459) - ou « Siméon l'Ancien » -, ascète au Mont Amane, près d'Antioche ; date orientale, fêté le 26 janvier en Occident[13].
- Térentien (IVe siècle), évêque.
- Vérène de Zurzach (IVe siècle), ermite en Valais.
- Victeur († v. 490), évêque.
- Vincent de Sentes (IVe siècle), évêque et martyr.

#### Saints et bienheureux catholiques
- Isabella Cristina Mrad Campos († 1982), bienheureuse laïque martyre brésilienne[11].
- Aleth († 1109), bienheureuse, mère de saint Bernard.
- Alexandre Cobos Celada († 1936), bienheureux prêtre religieux, martyr lors de la guerre civile espagnole.
- Alphonse Sebastia Viñals († 1936), bienheureux prêtre, martyr lors de la guerre civile espagnole.
- Antoine Villanueva Igual († 1936), bienheureux prêtre religieux, martyr lors de la guerre civile espagnole.
- Crescent Lasheras Aizcorbe († 1936), bienheureux prêtre religieux, martyr lors de la guerre civile espagnole.
- Douceline († 1274), Mystique française.
- Giuseppa Scandola (1849-1903), religieuse missionnaire au Soudan, reconnue vénérable par le pape François.
- Guillaume Rubio Alonso († 1936), bienheureux prêtre religieux, martyr lors de la guerre civile espagnole.
- Henri Lopez Lopez († 1936), bienheureux prêtre religieux, martyr lors de la guerre civile espagnole.
- Isidore Gil Arano († 1936), bienheureux prêtre religieux, martyr lors de la guerre civile espagnole.
- Jeanne Soderini († 1367), Religieuse italienne.
- Joachim Ruiz Cascales († 1936), bienheureux prêtre religieux, martyr lors de la guerre civile espagnole.
- Joseph Franco Gomez († 1936), bienheureux prêtre religieux, martyr lors de la guerre civile espagnole.
- Julienne de Collalto († 1262), Abbesse à Venise.
- Marien Niño Pérez († 1936), bienheureux prêtre religieux, martyr lors de la guerre civile espagnole.
- Michel Roca Huguet († 1936), bienheureux prêtre religieux, martyr lors de la guerre civile espagnole.
- Maria Amparo Carbonell Munoz († 1936), bienheureuse vierge, martyr lors de la guerre civile espagnole.
- Moreno Benitez († 1936), bienheureux prêtre franciscain conventuel, martyr lors de la guerre civile espagnole.
- Nicolas Aramendia Garcia († 1936), bienheureux prêtre religieux, martyr lors de la guerre civile espagnole.
- Simon Brun Arara († 1936), bienheureux prêtre religieux, martyr lors de la guerre civile espagnole.
- Anne-Marie Redi (Thérèse-Marguerite) (+ 1770), Religieuse carmélite.

## Traditions et superstitions

### Dictons du jour
- « À la Saint-Leu, la lampe au cleu. » [Bourbonnais][14],[15]
- « À la Saint-Leu, l'ail à la terre. »[14]
- « Du premier au huit [septembre], l'hirondelle fuit. »[16]
- « Pour la Saint-Leu, sème la terre molle ou dure. » [Vivarais][14],[17]
- « S'il fait beau à la Saint-Gilles, cela durera jusqu'à la Saint-Michel [29 septembre]. »[14],[18].

### Astrologie
- Signe du zodiaque : dixième jour du signe astrologique de la Vierge.

## Toponymie
- Plusieurs voies, places, sites ou édifices de pays ou provinces francophones contiennent la date du jour dans leur nom sous diverses graphies possibles : voir Premier-Septembre.